# Corneliu Papură
Corneliu Papură, född 5 september 1973, är en rumänsk fotbollstränare och före detta professionell fotbollsspelare som spelade som mittback för fotbollsklubbarna Universitatea Craiova, Rennes, Naţional Bucureşti, Beitar Jerusalem, AEL Limassol, Changchun Yatai och Guangzhou Pharmaceutical mellan 1991 och 2007. Han spelade också tolv landslagsmatcher för det rumänska fotbollslandslaget mellan 1994 och 1996.
Efter den aktiva spelarkarriären har Papură varit tränare för Progresul București och Inter Olf Slatina.